# Trierweiler
Pour l’article homonyme, voir Trierweiler (homonymie).
Trierweiler (en luxembourgeois: Tréierwëller) est une municipalité de la Verbandsgemeinde Trier-Land, dans l'arrondissement de Trèves-Sarrebourg, en Rhénanie-Palatinat, dans l'ouest de l'Allemagne.

## Quartiers
- Fusenich
- Sirzenich
- Udelfangen